# Zydis
Zydis («Зидис», также реже «Зайдис») — запатентованная технология производства таблеток, диспергируемых в полости рта, разработанная компанией R.P. Scherer Corporation. Таблетки Zydis растворяются во рту в течение 3 секунд.
Зачастую фармацевтические компании выпускают препараты в двух формах – обычных таблеток (для глотания) и в форме таблеток, диспергируемых в полости рта по технологии Zydis.

## История
Технология Zydis была разработана компанией R.P. Scherer Corporation (сейчас принадлежит Catalent Pharma Solutions) в 1986 году.
В августе 1993 года в Швеции было выпущено лекарственное средство Pepcidine (фамотидин) от компании Merck & Co. в новом формате.
В ноябре 1993 года в Германии выпущен Imodium Lingual (лоперамид) компании Janssen Pharmaceutica по технологии Zydis.
В декабре 1996 года  Управление по санитарному надзору за качеством пищевых продуктов и медикаментов США одобрило первый рецептурный препарат по технологии Zydis в США, Claritin RediTabs (лоратадин) компании Schering-Plough.

## Технология
Таблетки Zydis производятся по технологии лиофилизации (возгонки воды из полимерной матрицы, как правило, желатина). Смесь помещается в блистерную упаковку, затем поддоны с упаковками замораживаются жидким азотом. Упаковки помещаются в морозильную камеру, где проходит второй этап лиофильной сушки под глубоким вакуумом, после чего упаковки заклеиваются алюминиевой фольгой. Итоговый продукт очень лёгкий и хрупкий, он требует аккуратной упаковки в блистеры.
Амипара и др. в статье "Oral disintirating tablet of antihypertensive drug" объясняют ограничения технологии:

Формулы для технологии Zydis подразумевают помещение действующего вещества в водную матрицу (смесь сахарина и полимера), которая затем высушивается при замораживании, чтобы получился продукт, который быстро растворяется во рту. Идеальное действующее вещество для технологии Zydis должно быть химически стабильно, не растворяться в воде и, желательно, иметь размер частиц менее 50 микрон.
Растворимые в воде активные вещества могут формировать эвтектическую смесь и замораживаться неправильно, так что доза активного вещества ограничена 60 миллиграммами, а максимально возможный лимит для нерастворимых в воде активных веществ составляет 400 миллиграмм, поскольку крупные частицы склонны к седиментации (осадку) при производстве.
Аналогичные технологии от других компаний: Quicksolv, Flashtab, Lyoc, Orasolv, Durasolv, Wowtab, Flashdose, AdvaTab, EFVDAS.

## Преимущества и недостатки

### Преимущества
Таблетки по технологии Zydis:
- удобно принимать пациентам, у которых есть трудности с глотанием (дети, престарелые, прикованные к постели, психиатрические пациенты)[12][13];
- быстро всасываются[12];
- не требуют воды для употребления[12];
- имеют приятный вкус[12];
- не вызывают удушья (в отличие от обычных таблеток, таблетками Zydis нельзя поперхнуться)[12];
- имеют высокую микробиологическую устойчивость («благодаря низкому содержанию влаги в конечном продукте, технология Zydis не позволяет развиваться микробиологической среде»)[14].

### Недостатки
К недостаткам технологии относят:
- высокую цену из-за более дорогого производства[12];
- чувствительность к влаге (таблетки могут начать распадаться при высокой влажности)[14];
- низкую физическую стойкость, ломкость[15];
- ограниченную способность доставлять высокие концентрации активных веществ[12].

## Таблетки, использующие технологию Zydis
| Коммерческое наименование | Активное вещество | Производитель           | Назначение                          |
| ------------------------- | ----------------- | ----------------------- | ----------------------------------- |
| Ativan                    | Лоразепам         | Valeant Pharmaceuticals | Тревожность                         |
| Claritin RediTab          | Лоратадин         | Schering-Plough         | Аллергия                            |
| Imodium                   | Лоперамид         | Johnson & Johnson       | Диарея                              |
| Feldene melt              | Пироксикам        | Pfizer                  | Боль                                |
| Maxalt MLT                | Ризатриптан       | Merck & Co.             | Головная боль                       |
| Motilium                  | Домперидон        | Johnson & Johnson       | Рвота, тошнота                      |
| Zelapar                   | Селегилин         | Valeant Pharmaceuticals | Болезнь Паркинсона, депрессия       |
| Pepcid RPD                | Фамотидин         | Johnson & Johnson       | Язва желудка                        |
| Zyprexa                   | Оланзапин         | Eli Lilly and Company   | Шизофрения, биполярное расстройство |
| Zofran ODT                | Ондансетрон       | GlaxoSmithKline         | Рвота, тошнота                      |

Данные таблицы взяты из статьи «Fast Disintegrating Drug Delivery Systems: A Review with Special Emphasis on Fast Disintegrating Tablets» (2013).